# Молодцова, Майя Михайловна
Ма́йя Миха́йловна Молодцо́ва (31 марта 1936, Ташкент — 7 марта 2014, Санкт-Петербург) — российский искусствовед, театровед, профессор СПбГАТИ.
Выпускница и преподаватель театроведческого факультета Ленинградского театрального института имени Островского (позже ЛГИТМиК и СПбГАТИ, ныне РГИСИ). Российский театровед, специалист по истории итальянского театра. Среди её учеников многие известные деятели театра и кино России.

## Биография
Крупный исследователь итальянского театра Молодцова более полувека преподавала в петербургской Академии театрального искусства историю зарубежного театра. Читала лекции, вела семинары со студентами и аспирантами. Широта её научных интересов: от театра эпохи Возрождения (последняя опубликованная её статья была посвящена спектаклю «Эдип-царь» 1585 г. в легендарном театре Олимпико в Виченце) до Пикколо театро Дж. Стрелера, на гастрольные спектакли которого в 2007 г. Майя Михайловна откликнулась рецензией в Петербургском театральном журнале. Все, что случилось в итальянском театре между эпохой Возрождения и современностью интересовало ученого ничуть не меньше: а это и комедия дель арте (свой взгляд на этот феномен Молодцова изложила в отдельной книге), и итальянский футуризм (в 2004 г. Молодцова составила и перевела эстетические манифесты и тексты для соответствующего раздела хрестоматии по Искусству режиссуры, большинство из них впервые появились на русском языке). Неаполитанскому диалектальному театру была посвящена её диссертация. О великом неаполитанце Эдуардо Де Филиппо — первая её книга, увидевшая свет в 1965 г. В последующие годы вышли интереснейшие монографии Майи Михайловны о Л.Пиранделло и К. Гольдони.
До последних дней Молодцова оставалась блистательным и деятельным учёным, преподавала, вела серьёзную научную работу. После её смерти из печати вышли комментарии к статьям, посвященным итальянскому искусству, в переиздании журнала В. Э. Мейерхольда «Любовь к трем апельсинам», научный доклад об особенностях итальянской новой драмы начала XX века.

## Семья
Дочь — А. Б. Ульянова, филолог, кандидат искусствоведения, доцент.

## Интересные факты
На одном курсе с М. М. Молодцовой учились известные педагоги и историки театра: Н. Б. Владимирова, Л. Г. Пригожина, Г. В. Титова.

## Основные сочинения

#### Монографии
- Эдуардо де Филиппо, Л.;М.: Искусство, 1965
- Луиджи Пиранделло. Л.:Искусство, 1982
- Комедия дель арте: История и современная судьба. Л.:ЛГИТМиК, 1990
- Карло Голдони: Очерк творчества. СПб.:СПбГАТИ, 2009
- Гольдони. 300 лет. СПб.: СПбГАТИ, 2007
- Четыре шедевра итальянского «учёного театра» эпохи Возрождения.СПб.:СПбГАТИ, 2011

#### Статьи[7]
- Актёры комедии дель арте о своем искусстве // Эстетические идеи в истории зарубежного театра : Сб. науч. тр. / Отв. ред. М. М. Молодцова. — Л. : ЛГИТМИК, 1991. — С. 5-15. — ISBN 5-7196-0121-X
- Римские театральные контрасты (Италия. Рубеж XV—XVI веков) // Лидия Аркадьевна Левбарг: Из научного наследия. Статьи учеников и коллег. Воспоминания о ней / Под ред.: Л. И. Гительмана, В. И. Максимова. СПб.: СПбГУЭФ, 1997. С.133-143.
- Здесь играют Гольдони без единой ошибки // Петербургский театральный журнал.- 2007. — N4. — С. 67-75. — ISSN 08698198
- Памяти Льва Иосифовича Гительмана (недоступная ссылка) / в соавт. с В. И. Максимовым // Театрон : науч. альманах. — СПб. : СПБГАТИ, 2008. — № 2. — С. 3-6.
- Некоторые историко-критические суждения театроведов XX века о комедии дель арте (недоступная ссылка) // Театрон : науч. альманах. — СПб. :СПБГАТИ, 2010. — № 1(5). — С. 21-43.
- Анджело Беолько по прозвищу Рудзанте и его комедия «Анконитанка» (недоступная ссылка) // Театрон : научный альманах. — СПб.: СПБГАТИ, 2010. — № 2(6). — С. 70-83.
- Итальянские праздники и спектакли конца XV — начала XVI века (недоступная ссылка) // Театрон : научный альманах. — СПб. :СПБГАТИ, 2011. — № 1(7). — С. 68-88.
- Рубежное новаторство. Театральные эксперименты в итальянском Ренессансе XV—XVI веков // Новые концепции театра и их практическое воплощение на рубеже веков : материалы научной конференции 23-24 апреля 2009 года. — СПб. : СПБАТИ, 2011. — С.6-11.
- Тотальный спектакль: «Комедия о Каландаро» в Урбино // Памяти Льва Иосифовича Гительмана. — Санкт-Петербург : СПБГАТИ, 2012. — С. 154—178.
- Римская Академия Помпония: театральные мечтания и сценические опыты (недоступная ссылка) // Театрон : научный альманах. — Санкт-Петербург : СПБГАТИ, 2012. — № 1 (9). — С. 16-24.
- «Верный пастух» Джован-Баттисты Гуарини и пасторальный спектакль XVI века (недоступная ссылка) // Театрон : научный альманах. — Санкт-Петербург : СПБГАТИ, 2012. — № 2 (10). — С. 26-44.
- К истории режиссуры: Анджело Индженьери и спектакль «Эдип-царь» в Театре Олимпико в Виченце (1585) // Театрон: научный альманах. — Санкт-Петербург: СПБГАТИ, 2013. — № 2 (12). — С. 3-15.